# Ema (rivière)
La rivière Ema est un affluent de la rive droite de la rivière Greve en Toscane, Province de Florence (Italie) et donc un sous-affluent du fleuve l'Arno.

## Géographie
Sa longueur est de 27 km.
Elle naît à 785 m d'altitude au Mont Tondo et se jette dans la rivière Greve à Galluzzo, un quartier de Florence, plus précisément à la località Gràssina à 5 km de Florence.
Elle côtoie la S.S.2 via Cassia.